# Unión Internacional Demócrata
La Unión Internacional Demócracia (en inglés: International Democracy Union, IDU) es una agrupación de partidos políticos anticomunistas, principalmente conservadores y en algunos casos demócrata cristianos y liberales, fundada en 1983, cuya sede se encuentra en Múnich, Alemania. La Unión Internacional Demócrata proporciona un foro en el que los partidos con creencias semejantes pueden reunirse, con posibilidad de actuar cooperativamente, establecer contactos, y presentar una voz unificada para promover sus ideas a través del globo. El grupo fue fundado por varios jefes de Estado y de gobierno prominentes, como la primera ministra del Reino Unido, Margaret Thatcher; el Presidente de los Estados Unidos, George H. W. Bush; el Canciller de Alemania, Helmut Kohl y el Presidente de Francia, Jacques Chirac. 
Con más de 80 partidos miembros de más de 60 países, es presidido por Stephen Harper, ex primer ministro de Canadá 
La Unión Internacional Demócrata está además asociada con varias organizaciones regionales: —la Unión demócrata de África, la Unión demócrata de las Américas, la Unión Demócrata de Asia-Pacífico, la Unión Caribe Demócrata y la Unión Europea Demócrata—, así como la Unión Joven Internacional Demócrata y la Unión Internacional de Mujeres Demócratas.

## Partidos miembros

### Miembros completos
Sus miembros son:
| País                         | Partido                                                                  |
| ---------------------------- | ------------------------------------------------------------------------ |
| Albania                      | Partido Democrático de Albania                                           |
| Albania                      | Partido Republicano de Albania                                           |
| Alemania                     | Unión Demócrata Cristiana de Alemania                                    |
| Alemania                     | Unión Social Cristiana de Baviera                                        |
| Argentina                    | Propuesta Republicana                                                    |
| Australia                    | Partido Liberal de Australia                                             |
| Austria                      | Partido Popular Austriaco                                                |
| Azerbaiyán                   | Partido de la Independencia Nacional de Azerbaiyán                       |
| Bélgica                      | Nueva Alianza Flamenca                                                   |
| Bielorrusia                  | Partido del Frente Popular de Bielorrusia                                |
| Bolivia                      | Movimiento Demócrata Social                                              |
| Bosnia y Herzegovina         | Partido de Acción Democrática                                            |
|                              | Partido del Progreso Democrático                                         |
| Brasil                       | União Brasil                                                             |
| Bulgaria                     | Ciudadanos por el Desarrollo Europeo de Bulgaria                         |
| Canadá                       | Partido Conservador de Canadá                                            |
| Chile                        | Renovación Nacional                                                      |
| Chile                        | Unión Demócrata Independiente                                            |
| Colombia                     | Partido Conservador Colombiano                                           |
| Costa de Marfil              | Partido Democrático de Costa de Marfil - Agrupación Democrática Africana |
| Costa Rica                   | Partido Unidad Social Cristiana                                          |
| Croacia                      | Unión Democrática Croata                                                 |
| Corea del Sur                | Partido del Poder Popular                                                |
| Cuba                         | Partido Demócrata Cristiano de Cuba                                      |
| Cuba                         | Asamblea de la Resistencia Cubana                                        |
| República Checa              | Partido Democrático Cívico                                               |
| República Checa              | TOP 09                                                                   |
| Dinamarca                    | Det Konservative Folkeparti                                              |
| República Dominicana         | Fuerza Nacional Progresista                                              |
| Ecuador                      | Movimiento Creando Oportunidades                                         |
| El Salvador                  | Alianza Republicana Nacionalista                                         |
| España                       | Partido Popular                                                          |
| Eslovenia                    | Partido Demócrata Esloveno                                               |
| Estados Unidos               | Partido Republicano                                                      |
| Estonia                      | Isamaa                                                                   |
| Finlandia                    | Partido de la Coalición Nacional                                         |
| Georgia                      | Movimiento Nacional Unido                                                |
| Ghana                        | Nuevo Partido Patriótico                                                 |
| Grecia                       | Nueva Democracia                                                         |
| Granada                      | Nuevo Partido Nacional                                                   |
| Guatemala                    | Partido Unionista                                                        |
| Islandia                     | Partido de la Independencia                                              |
| Israel                       | Likud                                                                    |
| Italia                       | Forza Italia                                                             |
| Italia                       | Hermanos de Italia                                                       |
| Kenia                        | Partido Democrático                                                      |
| Kenia                        | Unión Nacional Africana de Kenia                                         |
| Líbano                       | Falanges Libanesas                                                       |
| Lituania                     | Bloque Demócrata Cristiano                                               |
| Letonia                      | Alianza Nacional                                                         |
| Maldivas                     | Partido Democrático de las Maldivas                                      |
| Macedonia del Norte          | VMRO-DPNMNE                                                              |
| Marruecos                    | Partido Istiqlal                                                         |
| Moldavia                     | Partido de Acción y Solidaridad                                          |
| Mongolia                     | Partido Democrático                                                      |
| Nepal                        | Partido Nacional Democrático                                             |
| Nigeria                      | Partido Democrático Popular                                              |
| Nueva Zelanda                | Partido Nacional                                                         |
| Noruega                      | Partido Conservador                                                      |
| Panamá                       | Cambio Democrático                                                       |
| Paraguay                     | Partido Colorado                                                         |
| Perú                         | Partido Popular Cristiano                                                |
| Portugal                     | CDS-Partido Popular                                                      |
| Reino Unido                  | Partido Conservador                                                      |
| República de China           | Kuomintang                                                               |
| Rumania                      | Partido Nacional Liberal                                                 |
| Rusia                        | Unión de Fuerzas de Derecha                                              |
| Santa Lucía                  | Partido Unido de los Trabajadores                                        |
| San Vicente y las Granadinas | Nuevo Partido Democrático                                                |
| Serbia                       | Partido Progresista Serbio                                               |
| Sri Lanka                    | Partido Nacional Unido                                                   |
| Suecia                       | Partido Moderado                                                         |
| Suecia                       | Demócratas de Suecia                                                     |
| Sudáfrica                    | Inkatha                                                                  |
| Tanzania                     | Partido de la Democracia y el Desarrollo                                 |
| Uganda                       | Foro para el Cambio Democrático                                          |
| Ucrania                      | Solidaridad Europea                                                      |
| Venezuela                    | Proyecto Venezuela                                                       |
| Venezuela                    | Encuentro Ciudadano                                                      |

## Partidos asociados
- Bielorrusia: Partido Cívico Unido de Bielorrusia
- Ucrania: Batkivshchyna

## Organizaciones regionales[3]
- Unión para la Democracia de Asia y el Pacífico
- Unión Democrática de África
- Partido Popular Europeo
- Partido Conservador y Reformista Europeo
- Unión de Partidos Latinoamericanos
- Unión para la Democracia del Caribe

## Dirección[4]
- Presidente: Stephen Harper (Partido Conservador de Canadá, 22.º Primer Ministro de Canadá de 2006 a 2015)
- Vicepresidente: Brian Loughnane (Partido Liberal de Australia)
- Presidente Honorario: Lord Michael Ashcroft (Partido Conservador del Reino Unido)

- Vicepresidentes Ejecutivos:
  - Hon. Antonio Giordano, diputado (Fratelli d’Italia)
  - Hon. Tundu Lissu (CHADEMA)
  - Hon. Scott Morrison (Partido Liberal de Australia)
  - Rt. Honorable Dame Priti Patel, diputada (Partido Conservador del Reino Unido)
  - Diego Schalper, diputado (Renovación Nacional, Chile)
  - David McAllister, diputado europeo (Unión Demócrata Cristiana)

- Vicepresidentes:
  - Marwan Abdallah (Partido Kataeb)
  - Louisa Atta-Agyemang (Nuevo Partido Patriótico)
  - Gobernadora Haley Barbour (Partido Republicano)
  - Hon. Deborah Bergamini, diputada (Forza Italia)
  - Viceministra Tasos Chatzivasileiou, diputada (Nueva Democracia)
  - Muy Honorable Allen Chastanet, diputada (Partido Unido de los Trabajadores)
  - Hon. Judith Collins, KC, diputada (Partido Nacional)
  - Dra. Rahhal El Makkaoui (Partido Istiqlal)
  - Carlo Fidanza, diputada europea (ECR)
  - Ministro de Estado Florian Hahn, diputada (Unión Cristiana-Social)
  - Lord Daniel Hannan (Partido Conservador del Reino Unido)
  - Gabriel Mato, diputada europea (Partido Popular)
  - Julian Obiglio (PRO)
  - Marco Solares (Partido Unionista)
  - Líder de la Mayoría Jens Spahn, diputada (Unión Demócrata Cristiana)
  - Comisionada Dubravka Šuica (Hrvatska Demokratska Zajednic)
  - S.E. Elbegdorj Tsakhiagiin (Ардчилсан нам, Partido Demócrata)
  - Asesora política: Eva Gustavsson (Moderata Samlingspartiet, Suecia)
  - Secretaria General: Tina Mercep